# Eclipsa de Soare din 11 iunie 1983

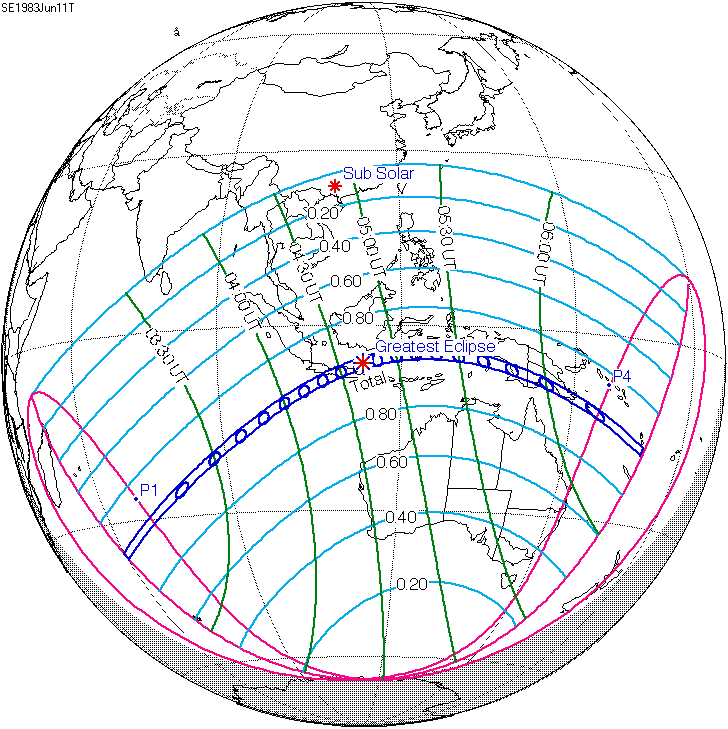
Harta eclipsei generale

Eclipsa de Soare din 11 iunie 1983 a fost totală. A fost cea de-a 56-a eclipsă din seria saros 127.
Fenomenul astronomic a avut loc în urmă cu 41 ani, 287 zile.

## Parcurs
Drumul eclipsei a trecut prin Indonezia (îndeosebi peste Insula Java), Papua Noua Guinee, Insulele Solomon.

## Legături externe
- en Prof. Druckmüller's eclipse photography site
- en Solar Corona Shape
- en The 1983 Eclipse in Java